# Ворбузе
Во́рбузе (ест. Vorbus küla) — село в Естонії, у міському самоврядуванні Тарту повіту Тартумаа.

## Населення
Чисельність населення на 31 грудня 2011 року становила 258 осіб.

## Історія
До 1 листопада 2017 року село входило до складу волості Тягтвере.